# Casa de huéspedes
Casa de huéspedes é uma telenovela mexicana, produzida pela Televisa e exibida em 1964 pelo Telesistema Mexicano.

## Elenco
- Ofelia Guilmáin
- Antonio Medellín
- Héctor Suárez
- María Hojo